# Molophilus aequistylus
Molophilus aequistylus là một loài ruồi trong họ Limoniidae. Chúng phân bố ở miền Australasia.